# Veredinha
Veredinha là một đô thị thuộc bang Minas Gerais, Brasil. Đô thị này có diện tích 635,262 km², dân số năm 2007 là 5732 người, mật độ 8,8 người/km².